# Рикенбах (Хоценвалд)
Рикенбах (њем. Rickenbach) општина је у њемачкој савезној држави Баден-Виртемберг. Једно је од 32 општинска средишта округа Валдсхут. Према процјени из 2010. у општини је живјело 3.896 становника. Посједује регионалну шифру (AGS) 8337090.

## Географски и демографски подаци
Рикенбах се налази у савезној држави Баден-Виртемберг у округу Валдсхут. Општина се налази на надморској висини од 696 метара. Површина општине износи 34,6 km². У самом мјесту је, према процјени из 2010. године, живјело 3.896 становника. Просјечна густина становништва износи 112 становника/km².

## Међународна сарадња
| Мјесто | Држава    | Врста сарадње | Од    |
| ------ | --------- | ------------- | ----- |
|        | Француска | партнерство   | 1981. |
| Извор  |           |               |       |